# Reformierte Kirche in Transkarpatien

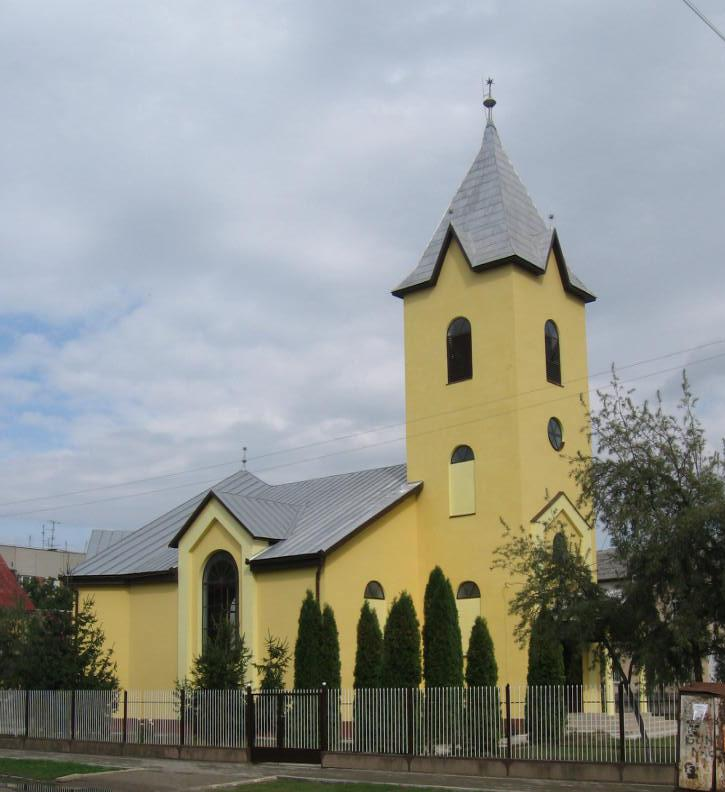
Reformierte Kirche in Tschop

Die Reformierte Kirche in Transkarpatien (ungarisch: Kárpátaljai Református Egyház) ist eine reformierte Kirche in der Ukraine.
Sie hat rund 135.000 Mitglieder, was 0,3 Prozent der Gesamtbevölkerung der Ukraine und 10,8 Prozent der Bevölkerung der Oblast Transkarpatien entspricht. An der Spitze ihrer 103 Gemeinden steht ein Bischof  mit Amtssitz in Berehowe.
Die Reformierte Kirche in Transkarpatien ist die Kirche der nicht-katholischen Ungarn im Süden der historischen Landschaft der Karpatenukraine. Sie ging 1923 aus der Reformierten Kirche in Ungarn hervor und war von 1938 bis 1945 wieder ein Teil derselben, als die Karpatenukraine erneut zu Ungarn gehörte. Nach 1945 bis zum Ende der Sowjetunion war die Kirche staatlichen Repressionen ausgesetzt, die sich in der Flucht oder Deportation vieler Pfarrer und in dem Versuch äußerten, die reformierte in die baptistische Kirche einzugliedern.
Die Reformierte Kirche in Transkarpatien ist Mitglied des Reformierten Weltbunds. Ihre Partnerkirche ist die Church of Scotland.